# Grom
Grom este al doilea album de studio al formației poloneze de metal extrem Behemoth. Acesta a fost înregistrat și mixat în perioada decembrie 1999 - ianuarie 1996, fiind lansat inițial de Solistitium Records, iar apoi de Pagan Records. "Grom" a fost ultimul album lansat de Behemoth înainte de trecerea acestora la death metal.

## Ordinea pieselor pe album
| Nr.             | Titlu                                                     | Autor(i)        | Lungime |  |
| 1.              | „Intro” (Instrumental)                                    |                 | 1:35    |  |
| 2.              | „The Dark Forest (Cast Me Your Spell)”                    | Nergal          | 7:06    |  |
| 3.              | „Spellcraft and Heathendom”                               | Nergal          | 4:50    |  |
| 4.              | „Dragon's Lair (Cosmic Flames and Four Barbaric Seasons)” | Baal Ravenlock  | 5:55    |  |
| 5.              | „Lasy Pomorza”                                            | Nergal          | 6:25    |  |
| 6.              | „Rising Proudly Towards the Sky”                          | Baal Ravenlock  | 6:52    |  |
| 7.              | „Thou Shalt Forever Win”                                  | Nergal          | 6:37    |  |
| 8.              | „Grom”                                                    | Nergal          | 5:27    |  |
| Lungime totală: | Lungime totală:                                           | Lungime totală: | 44:52   |  |

## Istoricul lansărilor
| Regiune            | Data lansării   | Casa de discuri                      |
| ------------------ | --------------- | ------------------------------------ |
| Germania, Brazilia | 2 ianuarie 1996 | Solistitium Records, Hellion Records |
| Rusia              | 1997            | First Town Records                   |
| Polonia            | 2002            | Metal Mind Productions               |